# Чоко-Бий
Чоко-Бий (до 2024 года — Дыйкан) — село в Ат-Башинском районе Нарынской области Кыргызстана.
Расположено в высокогорной зоне Кыргызстана.
Находится на расстоянии около 12 км западнее от районного административного центра с. Ат-Баши.

## Население
По данным о численности населения на начало 2021 года, в селе проживало 1097 человек.